# Socialistická strana československého lidu pracujícího
Socialistická strana československého lidu pracujícího byla prvorepubliková politická strana odštěpená od Československé sociálně demokratické strany dělnické. Strana byla založena platformou okolo Františka Modráčka a Josefa Hudce v Socialistických listech, která zastávala názor, že oficiální vedení sociální demokracie nevystupuje dostatečně razantně proti projevům stranické radikální levice, která směřovala ke komunismu.
Poté, co byl Modráček vyloučen ze sociálně demokratické strany, byla počátkem roku 1919 založena strana a ve svém programu, který byl více pravicovější a nacionálnější než program sociální demokracie, prosazovala zásady družstevního socialismu. Ve volbách do Národního shromáždění 1920 získala 58 580 hlasů (tj. 0,9 %) a 3 mandáty (František Modráček, Josef Hudec, Jaroslav Stejskal), ve volbách do Senátu o týden později strana nekandidovala. V březnu téhož roku získala strana nejvíce hlasů v obecních volbách ve Strakonicích a její kandidát Miroslav Javornický byl zvolen starostou.
Koncem roku 1921 propukly spory mezi Modráčkovým a Hudcovým křídlem, které nevyřešil ani sjezd konaný začátkem roku 1923, během něhož byl přijat nový název strany (Strana pokrokových socialistů). Ve stejném roce se strana definitivně rozpadla. Hudcovo křídlo přešlo do Československé národní demokracie, Modráčkovi příznivci se vrátili do sociálně demokratické strany.

## Podpora
Po založení strany se do jejich řad přidalo i několik bývalých členů masarykovské České strany pokrokové, jejíž hlavní část se od roku 1918 stala součástí Československé národní demokracie. Tomáš Garrigue Masaryk stranu volil ve volbách do parlamentu v roce 1920.